# Stadion Akademii Wojskowej w Kairze
Stadion Akademii Wojskowej w Kairze (arab.: إستاد الكلية الحربية بالقاهرة Istād al-Kullīyah al-Ḥarbīyah bil-Qāhira, znany również jako Estad El Koleya El Harbeya) – wielofunkcyjny stadion w stolicy Egiptu, Kairze.

## Charakterystyka
Jego pojemność wynosi 30 000 widzów. Został wybudowany w roku 1989. Obiekt był jednym z sześciu stadionów, na których rozegrany został Puchar Narodów Afryki 2006. Odbyło się na nim sześć spotkań fazy grupowej, jeden ćwierćfinał oraz mecz o 3. miejsce.